# Font de l'Orri d'Avall
La Font de l'Orri d'Avall és una font del terme municipal de la Torre de Cabdella, del Pallars Jussà, en el seu terme primigeni, dins del territori del poble d'Astell.
Està situada a 1.924 m d'altitud, al nord-oest d'Astell, a l'esquerra del barranc de les Forques, més amunt del Salt de l'Aigua. És en un dels contraforts sud-orientals del Tossal de les Comes de Guiró.